# Congrés de Cambrai

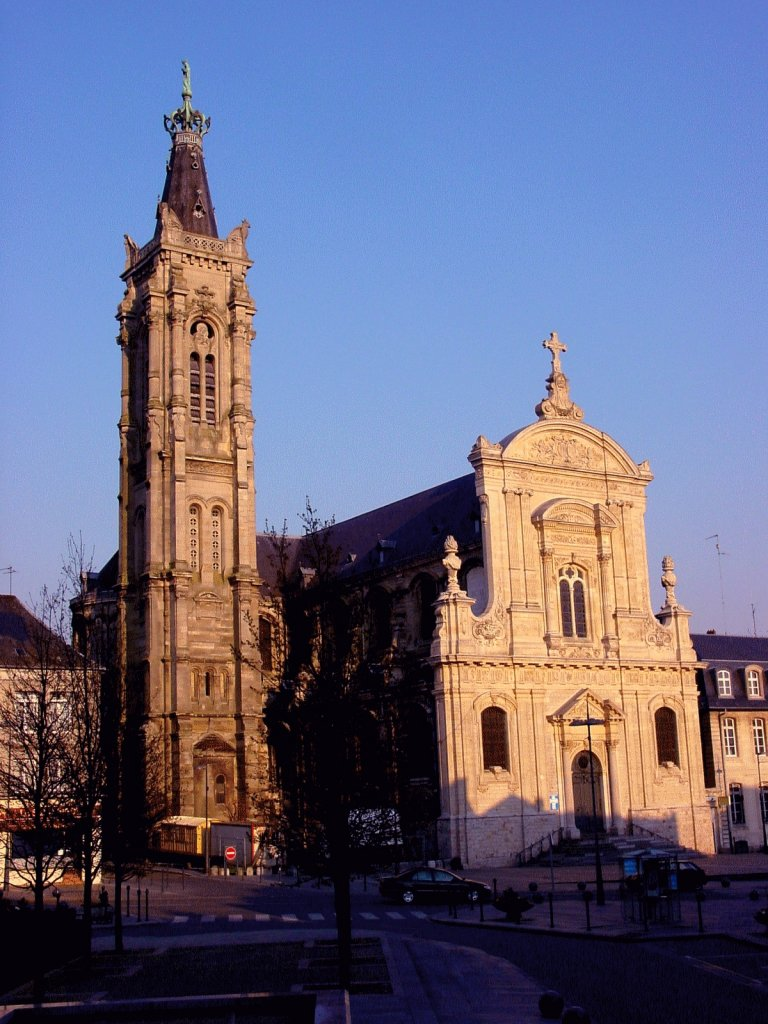
Catedral de Notre-Dame de Cambrai

El Congrés de Cambrai va ser convocat en el Tractat de la Haia de 1720, que va posar fi a la Guerra de la Quàdruple Aliança (1718-1720) provocada per la conquesta espanyola de Sardenya i del Regne de Sicília per Felip V d'Espanya, el que violava els Tractats d'Utrecht-Rastatt que havien posat fi a la Guerra de Successió Espanyola (1701-1714). Un dels punts essencials que s'anaven a tractar a la ciutat francesa de Cambrai era la promesa feta en el Tractat de la Haia a Felip V i a la seva segona esposa Isabel Farnese que el fill de tots dos, el príncep Carles, rebria el ducat de Parma, el ducat de Piacenza i el ducat de Toscana. Els preliminars van començar el 1721 i el Congrés es va clausurar el 1724.
Mentre estava reunit el Congrés es va produir un fet sorprenent per a l'època: Felip V va abdicar a favor del seu fill Lluís (gener de 1724). Encara que la decisió es va atribuir a una depressió del monarca, la raó principal caldria buscar-la en el desig de Felip V d'ocupar el tron de França, que el rei espanyol no havia perdut. L'experiment va sortir doblement malament: les expectatives de Felip a París van estar molt lluny de complir-se i Lluís I va morir als pocs mesos (agost de 1724), retornant el seu pare al tron.

## Antecedents: el Tractat de la Haia de 1720
El juliol del 1717 va tenir lloc la conquesta espanyola de Sardenya enfront de les forces imperials de Carles VI que la defensaven, i a l'estiu següent una nova expedició molt major va conquerir el Regne de Sicília —i "igual que el succeït un any abans, els habitants van rebre amb alegria als soldats de Felip V".
En conèixer-se la invasió de Sardenya i de Sicília, Carles VI va decidir entrar en la Triple Aliança formada el gener de 1717, donant naixement a la Quàdruple Aliança, el 2 d'agost de 1718. A la segona setmana d'aquest mateix mes una flota britànica comandada per l'almirall George Byng va derrotar a la flota espanyola comandada per Antonio de Gastañeta en la batalla del cap Passaro enfront de les costes de Sicília, per la qual cosa els soldats de Felip V que ocupaven l'illa van quedar aïllats i sense poder rebre reforços. A principis de l'any següent, un exèrcit francès a les ordres del duc de Berwick —qui durant la guerra de successió havia lluitat al costat de Felip V, conquerint les ciutats de València i de Barcelona— va envair el País Basc, Navarra i Catalunya, amenaçant de dirigir-se a Madrid, i el que va avivar l'alçament antiborbònic dels Carrasclets a Catalunya, que va arribar a mobilitzar a unes 8.000 persones i que exigia la restitució de les lleis i institucions abolides per la Nova Planta.
Després de tots aquests esdeveniments, Felip V es va desfer de Giulio Alberoni, el ministre que havia executat la política decidida pel rei i la reina, i al principi va pretendre que les potències de la Quàdruple Aliança reconeguessin les seves conquestes de Sardenya i de Sicília, i fins i tot va reclamar a la Gran Bretanya la restitució de Gibraltar i de Menorca, però finalment es va veure obligat a signar a la Haia al febrer de 1720 la retirada de les tropes de Sardenya i de Sicília —que es va fer efectiva dos mesos després—, la renúncia a qualsevol dret sobre els antics Països Baixos espanyols, ara sota sobirania de l'emperador Carles VI, i a reiterar la seva renúncia a la Corona de França. L'única cosa que va obtenir Felip V a canvi va ser la promesa que la successió al ducat de Parma, el ducat de Piacenza i el ducat de Toscana recaurien en el príncep Carles, el primer fill que havia tingut amb Isabel de Farnese. Per concretar aquests acords es va convocar el Congrés de Cambrai.

## El Congrés
El Congrés va suposar un nou fracàs per a Felip V perquè no va aconseguir el seu gran objectiu —que els ducats de Parma i de Toscana passessin al seu fill Carles— i tampoc que Gibraltar tornés a la sobirania espanyola, perquè Felip V va rebutjar l'oferta britànica d'intercanviar-lo per Santo Domingo o Florida. Tampoc l'acostament que havia iniciat amb la Monarquia de França va fructificar perquè finalment la cort francesa va rebutjar el futur matrimoni concertat en un tractat signat el 1721 entre Lluís XV i la filla de Felip V i Isabel Farnese, Anna Maria Victòria.

### Torna el «cas dels catalans»
El congrés de Cambrai va reavivar el «cas dels catalans» entre l'exili austriacista i entre els austriacistes de Catalunya, com ho proven les disset cartes enviades des de Viena i Gènova a Barcelona entre 1721 i 1724, saltant-se la norma establerta per Felip V que prohibia la correspondència entre Catalunya i els territoris de l'Imperi. En elles els remitents expressaven la seva confiança en què l'emperador Carles VI aprofités l'ocasió per aconseguir que Felip V restituís les lleis i institucions pròpies de Catalunya abolides pel Decret de Nova Planta o que esclatés la guerra. També es queixaven que la repressió contra els austriacistes catalans continuava: «els que executen en aquest país no és cosa natural, i si Déu no posa remei, crec que pretenen acabar amb tots i poblar la terra amb una altra gent».
En aquest context de renaixement de l'austriacisme, el comte Felip Ferran de Sacirera, que ja havia estat ambaixador de Catalunya a la Haia quan el 1713-1714 s'estaven discutint a Utrecht els tractats que posarien fi a la Guerra de Successió Espanyola, va demanar a l'emperador Carles VI poder assistir a les sessions del Congrés de Cambrai «perquè no quedin infeliços uns vassalls dels països dels quals ha sortit V.M. emperador amb gran part dels dominis d'Espanya» i perquè tinguin «l'alleujament de saber [encara que gens s'aconseguís] que fins a la fi no els ha V.M. desemparat». El comte no va assistir al Congrés però la seva petició va ser recollida per l'emperador en un document que va presentar en les converses de Cambrai i en el qual es recollia el «cas dels catalans». Després d'establir l'«amnistia perpètua» per tots els antics contendents en la Guerra de Successió Espanyola, tant austriacistes com filipistes, s'afirmava:
| « | Els regnes i províncies, ciutats, illes i comunitats d'una i una altra part [la Monarquia d'Espanya i l'Imperi] seran restablides en el gaudi i lliure possessió de tots els seus privilegis, lleis, furs, constitucions, honors, preeminències i prerrogatives que gaudien quan va començar la present guerra [de successió espanyola] i van ser durant i per causa d'ella privades i desposseïdes... | » |

Però la resposta dels ambaixadors de Felip V va ser la de sempre (i els ambaixadors britànics tampoc van fer costat als imperials):
| « | que tenen ordre que no s'acordi res més a favor de Catalunya que el que ja es va fixar en l'article 13 del Tractat d'Utrecht. És a dir, que siguin tractats com les províncies més afavorides d'Espanya, que són les dues Castelles. | » |

## Conclusió
Instaurat un model europeu basat en l'equilibri i no en l'hegemonia, resultava necessari trobar algun sistema per solucionar les qüestions multilaterals, superant les simples relacions bilaterals. Aquest va ser el model utilitzat en el Tractat d'Utrecht, però que a Cambrai no va assortir tot l'èxit esperat, ja que a Utrecht regnava el desig general de posar fi a la guerra i sobretot perquè va haver-hi una Monarquia —la d'Espanya— les possessions de la qual van ser utilitzades per cobrir les demandes dels participants. A Cambrai les circumstàncies havien canviat, i la diplomàcia no va extreure totes les possibilitats que el sistema permetia, donada la seva inexperiència en el maneig i les tècniques d'aquest tipus de congressos.